# Application Protocol Data Unit
Pour les articles homonymes, voir APDU.
Dans le contexte des cartes à puce, un Application Protocol Data Unit ou APDU est un message échangé entre une carte à puce et un lecteur de carte à puce. Il est normalisé et décrit dans l'ISO 7816 partie 4.
| Commande APDU                  | Commande APDU      | Commande APDU |
| Field name                     | Length (bytes)     | Description |
| ------------------------------ | ------------------ | --- |
| CLA                            | 1                  | Classe d'instruction - indique le type de la commande, par exemple "interindustry" ou "proprietary"                      |
| INS                            | 1                  | Code d'instruction - indique le code de commande, "write data" par exemple                                               |
| P1-P2                          | 2                  | Paramètres d'instructions pour la commande, par exemple la position du curseur (offset) du fichier où écrire des données |
| Lc                             | 0, 1 ou 3          | Définit le nombre (Nc) d'octets envoyés par la commande                                                                  |
| Données envoyées               | Nc                 | Nc octets |
| Le                             | 0, 1, 2 ou 3       | Définit le nombre (Ne) maximum d'octets attendus dans la réponse                                                         |
| Réponse APDU                   |                    | |
| Réponse                        | Nr (au maximum Ne) | Donnée de réponse |
| SW1-SW2 (Statut de la réponse) | 2                  | Statut résultant de la commande, par exemple 90 00 (hexadecimal) indique que l'opération s'est effectuée avec succès.    |